# 베스트 캅
《베스트 캅》(영어: The Hard Truth)은 미국에서 제작된 크리스틴 피터슨 감독의 1994년 액션 범죄 스릴러 영화이다. 에릭 로버츠 등이 출연하였고, 게리 디퓨 등이 제작에 참여하였다.

## 출연진
- 에릭 로버츠
- 마이클 루커
- 리젯 앤서니
- 레이 베이커

## 기타 제작진
- 협력 제작: 조 크레이머
- 배역: 애브라 에덜먼, 엘리자 굿맨
- 미술: 마이클 페리